# Katarská hokejová reprezentace
Katarská hokejová reprezentace je národní hokejové mužstvo Kataru. Hokejový výbor sdružuje 110 registrovaných hráčů (z toho 11 seniorů), majících k dispozici 3 haly s umělou ledovou plochou. Katar je členem Mezinárodní federace ledního hokeje od 18. května 2012.

## Mezistátní utkání Kataru
28.02.2014  Omán 2:1 Katar 
Hrálo se 3 x 13 minut.
28.02.2014  Katar 3:0 Bahrajn 
Hrálo se 3 x 13 minut.
06.06.2014  Spojené arabské emiráty 7:1 Katar 
07.06.2014  Kuvajt 10:5 Katar 
09.06.2014  Omán 9:3 Katar 
10.06.2014  Spojené arabské emiráty 6:2 Katar 
12.06.2014  Katar 7:2 Omán 
07.03.2015  Katar 3:0 Bahrajn 
20.09.2015  Katar 2:1 Macao 
20.09.2015  Macao 2:1 Katar 
28.01.2016  Spojené arabské emiráty 10:0 Katar 
29.01.2016  Kuvajt 7:4 Katar 
30.01.2016  Katar 5:3 Omán 
01.02.2016  Katar 5:3 Kuvajt 
02.02.2016  Spojené arabské emiráty 5:0 Katar 
12.03.2016  Katar 4:0 Bahrajn 
09.04.2016  Malajsie 3:1 Katar 
10.04.2016  Kyrgyzstán 9:0 Katar 
11.04.2016  Macao 4:1 Katar 
13.04.2016  Katar 5:2 Indie 